# Lignières-en-Vimeu
Lignières-en-Vimeu (picardisch: Ligneu-in-Vimeu) ist eine nordfranzösische Gemeinde mit 112 Einwohnern (Stand 1. Januar 2022) im Département Somme in der Region Hauts-de-France. Die Gemeinde liegt im Arrondissement Amiens (seit 2009) und ist Teil der Communauté de communes Somme Sud-Ouest und des Kantons Poix-de-Picardie.

## Geographie
Die Gemeinde liegt in der Landschaft Vimeu rund fünf Kilometer südsüdwestlich von Oisemont; das Gemeindegebiet wird im Westen von der Départementsstraße D25 von Oisemont nach Senarpont begrenzt. Die Départementsstraße D110 durchquert das nördliche Gemeindegebiet. Im Südwesten der Gemeinde liegen das Schloss und ein Oratorium.

## Einwohner
| 1962 | 1968 | 1975 | 1982 | 1990 | 1999 | 2006 | 2011 |
| ---- | ---- | ---- | ---- | ---- | ---- | ---- | ---- |
| 125  | 110  | 104  | 126  | 121  | 107  | 116  | 115  |